# Onthophagus versus
Onthophagus versus är en skalbaggsart som beskrevs av D'orbigny 1913. Onthophagus versus ingår i släktet Onthophagus och familjen bladhorningar. Inga underarter finns listade i Catalogue of Life.